# Skeatia albotarsata
Skeatia albotarsata är en stekelart som först beskrevs av Johan George Betrem 1941.  Skeatia albotarsata ingår i släktet Skeatia och familjen brokparasitsteklar. Inga underarter finns listade i Catalogue of Life.